# Месбахи, Хишам
Хишам Месбахи (араб. هشام مصباحي‎; род. 4 декабря 1980, Касабланка, Касабланка) — марокканский боксёр, представитель легчайшей и наилегчайшей весовых категорий. Выступал за национальную сборную Марокко по боксу в 1999—2011 годах, бронзовый призёр Средиземноморских игр, чемпион Африки, победитель и призёр многих турниров международного значения, участник трёх летних Олимпийских игр.

## Биография
Хишам Месбахи родился 4 декабря 1980 года в Касабланке, Марокко.
Дебютировал на взрослом международном уровне в сезоне 1999 года, когда вошёл в состав марокканской национальной сборной и выступил на Открытом чемпионате Франции, где на стадии четвертьфиналов наилегчайшей весовой категории был побеждён французом Жеромом Тома.
На Африканском олимпийском квалификационном турнире в Каире сумел дойти до финала наилегчайшего веса — тем самым удостоился права защищать честь страны на летних Олимпийских играх 2000 года в Сиднее. На Играх в категории до 51 кг благополучно прошёл первого соперника по турнирной сетке, тогда как во втором бою в 1/8 финала со счётом 11:17 потерпел поражение от американца Хосе Наварро.
В 2001 году участвовал в Играх франкофонов в Оттаве.
В 2003 году одержал победу на чемпионате Африки в Яунде, остановился в четвертьфинале на международном турнире «Таммер» в Тампере.
В 2004 году занял первое место на Африканской олимпийской квалификации в Касабланке, в частности в финале взял верх над алжирцем Мебареком Солтани, и таким образом отобрался на Олимпийские игры в Афинах. Здесь в категории до 51 кг так же сумел выиграть у одного соперника, а в 1/8 финала на сей раз был побеждён поляком Анджеем Ржаны.
После афинской Олимпиады Месбахи остался в составе боксёрской команды Марокко на ещё один олимпийский цикл и продолжил принимать участие в крупнейших международных турнирах. Так, в 2006 году, поднявшись в легчайший вес, он одержал победу на домашнем международном турнире «Мухаммед VI Трофи» в городе Фес, принял участие в матчевой встрече со сборной Франции.
В 2007 году был лучшим на арабском чемпионате в Арьяне, отметился выступлением на Панарабских играх в Каире.
В 2008 году стал бронзовым призёром на международном турнире «Золотой пояс» в Румынии, боксировал в матчевой встрече со сборной Молдавии. На Африканской олимпийской квалификации в Алжире добрался до финала, проиграв лишь местному алжирскому боксёру Абдельхалиму Уради, что позволило ему пройти отбор на Олимпийские игры в Пекине. В категории до 54 кг вновь преодолел первого оппонента по турнирной сетке, в то время как во втором бою в 1/8 финала досрочно в четвёртом раунде потерпел поражение от представителя Ботсваны Хумисо Икгополенга.
В 2009 году выиграл бронзовые медали на Средиземноморских играх в Пескаре и на Играх франкофонов в Бейруте, выступил на чемпионате мира в Милане, где в 1/16 финала легчайшего веса был остановлен казахом Канатом Абуталиповым.
В 2010 году боксировал на Кубке короля в Бангкоке, на международном турнире «Таммер» в Тампере, однако попасть здесь в число призёров не смог.
Последний раз показывал сколько-нибудь значимые результаты в боксе на международной арене в сезоне 2011 года, когда стал серебряным призёром на Гран-при Усти в Чехии, выступил на Мемориале Николая Мангера в Херсоне и на чемпионате Африки в Яунде.